# Cryptographis andringitralis
Cryptographis andringitralis là một loài bướm đêm trong họ Crambidae.